# Lia van Reemst
Cornelia van Reemst, detta Lia (Amsterdam, 18 settembre 1957), è un'ex cestista olandese.

## Carriera
Con i Paesi Bassi ha disputato i Campionati mondiali del 1979 e sei edizioni dei Campionati europei (1974, 1976, 1978, 1980, 1981, 1983).